# 瀬戸町瀬戸
瀬戸町 瀬戸（せとちょう せと）は、岡山県岡山市東区瀬戸地域（旧赤磐郡瀬戸町）にある大字である。同市の市役所瀬戸支所の所在地。また、かつての瀬戸町・物理村および郡制時代の赤磐郡の各役場所在地。同市への編入合併以前には、瀬戸（せと）と称した。現在でも、一般的に「瀬戸」と通称される。
郵便番号は〒709-0861（備前瀬戸郵便局管区）. 人口は1881人（男性923人、女性958人）。世帯数は907世帯（2018年現在）。

## 概要

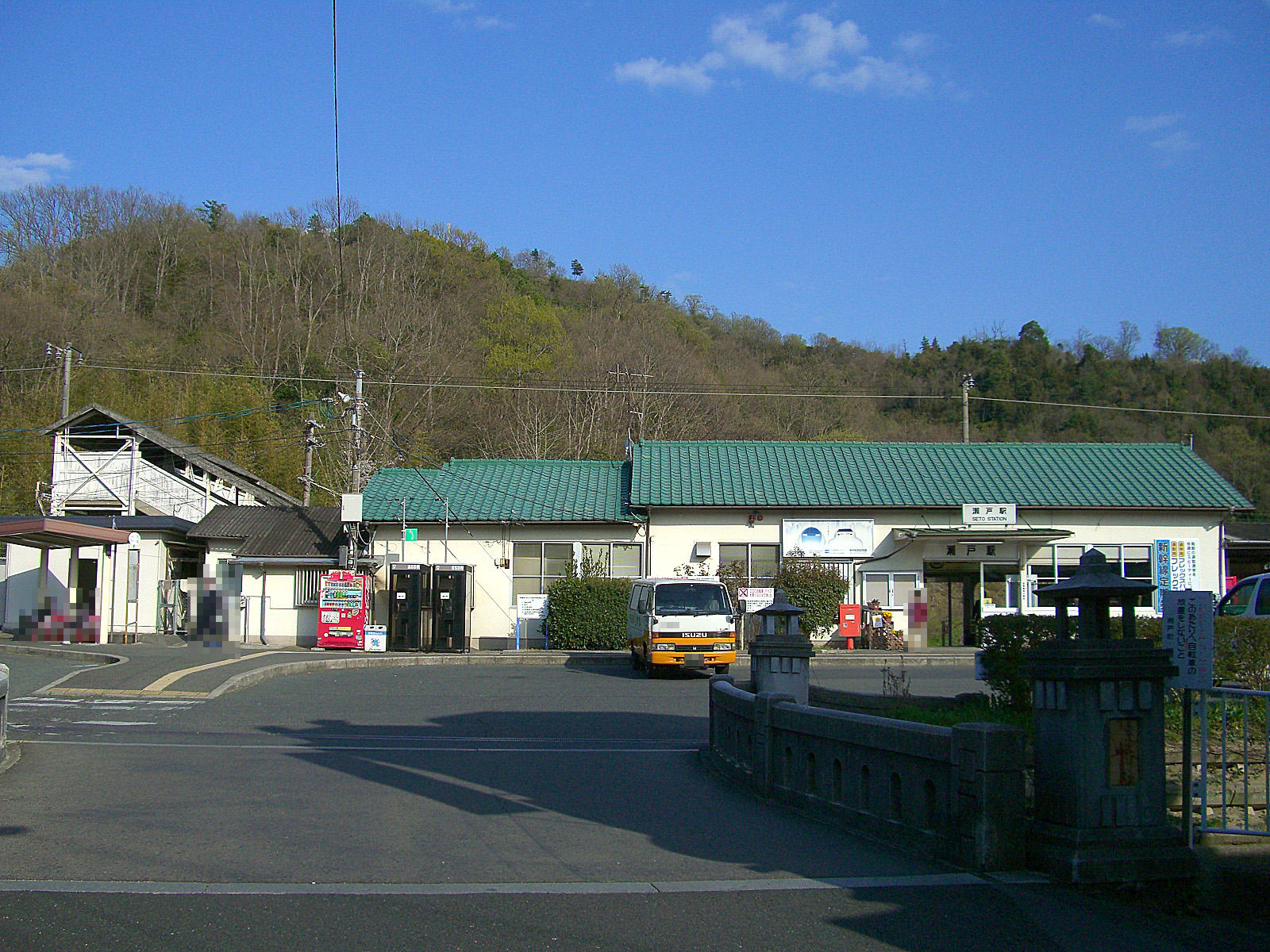
瀬戸駅

瀬戸地域（旧瀬戸町）の中部平地に小市街をなし、周辺の産業・交通の要地となっている。
郡制期には赤磐郡役所が置かれた他、新旧の瀬戸町役場も設置され、現在も岡山市東区役所瀬戸支所が所在する。また、警察署や税務署、郵便局やNTTなども所在している。なお、南隣の下の当地近くには図書館などもある。
さらに岡山県道37号・96号・220号の新旧幹線道路が当地で交錯し、鉄道では山陽本線が通過しており、瀬戸駅が所在している。
昭和期までは米、麦、葉たばこ、桃、マツタケを主要産物としたが、現在は市街化によりいずれも衰退。当地の周辺地域では、米や桃に関しては現在も盛んに栽培されている。

### 小・中学校の学区
公立の小・中学校に通学する場合、学区は次のように指定されている 。
| 地域 | 小学校     | 中学校     |
| ---- | ---------- | ---------- |
| 全域 | 江西小学校 | 瀬戸中学校 |

## 沿革

### 歴史
古代においては『和名抄』に載る備前国磐梨郡の物理（もどろい）郷の一部であったとされる。同郷名は水取（もとり）部の転訛したものとの説があるが、詳細は分かっていない。
江戸時代には磐梨郡瀬戸村と称していた。『吉備温故秘録』には、岡山京橋まで3里20町、石高452石9斗1升、男女人口354人、池2ヶ所をあげている。
明治22年6月1日、町村制の施行により、磐梨郡瀬戸村・下村・沖村・森末村・光明谷村・寺地村の6村が合併して物理村（もどろいそん）を設置。当地に役場を構えた。新村名は古代の郷名にちなむ。
同24年3月18日、山陽鉄道（現JR山陽本線が岡山まで開通、当地に瀬戸駅が設けられた。
同33年4月、赤坂・磐梨の2郡が統合されて赤磐郡が誕生し、郡役所が軽部村大字西軽部（現赤磐市、旧赤坂町）に置かれたが、同37年3月1日に物理村大字瀬戸に新築移転した。 大正12年3月31日の郡制廃止まで郡の行政・経済・交通の中心地域となる。その後も共立郡役所の看板を掲げ、郡単位の各種団体をその敷地内に置いた。
なお、大正3年4月1日には町制を施行し、瀬戸町（旧）へと改称している。
昭和30年2月1日、赤磐郡瀬戸町・万富町・潟瀬村および上道郡玉井村と合体合併して新たな瀬戸町を新設。町役場を当地の旧瀬戸町役場に設置した。
平成19年1月22日、岡山市へ編入合併。瀬戸町瀬戸へ改称。
平成21年4月1日、岡山市の政令指定都市移行のため、東区の行政区が設置され、その管轄下となる。

### 地名の由来
瀬戸は「迫門（せと）」の変化したもので、山と山に挟まれた狭い土地を意味する。当地北部の西側に長尾山(136m), 東側に細尾山(185.2m) 西端部分である下山(132m) が突き出すようにあり、その間を砂川と県道37号線が南北に通過している。この地形が当地名の由来とされる。
また、北の細尾山・岩尾山・下山の山地と、南の鉄砲山などの山地との間の土地であることが「迫門」の名の由来ともされる。
他説として、前述の砂川が当地の西部を流れているが、古くはこの川筋まで海で、長尾山と細尾山との間から赤磐市旧山陽町地内にまで潮が満ち引きしていたともいわれる。その瀬戸にあたることが由来との説もある。

## 地勢
山岳
- 岩尾山
- 下山
- 鉄砲山

河川
- 砂川

## 主要施設
公的施設
- 岡山市東区役所瀬戸支所 - 旧瀬戸町役場
- 赤磐警察署
- 広島国税局瀬戸税務署

教育施設
- 岡山市立瀬戸中学校 - 光明谷とに跨がる（主要部は光明谷側）
- 岡山県立瀬戸高等学校 - 光明谷とに跨がる（主要部は瀬戸側）
- 環太平洋大学第一キャンパス（観音寺）

医療・福祉施設
- 瀬戸町子育て支援施設ゆう遊プラザ

郵便局
- 備前瀬戸郵便局

金融機関
- 中国銀行
- トマト銀行
- おかやま信用金庫

一般企業・商店
- NTT西日本岡山瀬戸電話交換所
- 赤磐商工会
- 敷島堂瀬戸店
- 瀬戸縫製
- ハローズ

神社仏閣
- 松尾神社
- 瀬戸毘沙門天王
- 三十番神堂
- 天理教

## 交通
道路
- 岡山県道37号西大寺山陽線
- 岡山県道96号岡山赤穂線
- 岡山県道178号瀬戸停車場線
- 岡山県道220号沼瀬戸線

鉄道
- 西日本旅客鉄道山陽本線
  - 瀬戸駅
  - 備前保線区